# Tercera ronda de la Clasificación de CAF para la Copa Mundial de Fútbol de 2010
La Tercera ronda de la Clasificación de CAF para la Copa Mundial de Fútbol de 2010 contó con la participación de 20 selecciones nacionales de África afiliadas a la Confederación Africana de Fútbol provenientes de la ronda anterior, clasificación que también contó como eliminatoria a la Copa Africana de Naciones 2010.

## Formato
Las 20 selecciones fueron divididas en cinco cuadrangulares, enfrentándose todos contra todos a visita recíproca. Los vencedores de cada grupo clasifican a Sudáfrica 2010 y a la Copa Africana de Naciones 2010, esta última junto al segundo y tercer lugar de cada grupo.

## Sorteo
El sorte se realizó el 22 de octubre de 2008 en Zúrich, Suiza y las llaves fueron:
| Llave 1                                                                         | Llave 2                                                                | Llave 3                                                                  | Llave 4                                                                   |
| ------------------------------------------------------------------------------- | ---------------------------------------------------------------------- | ------------------------------------------------------------------------ | ------------------------------------------------------------------------- |
| - Camerún (12) - Egipto (22) - Ghana (25) - Nigeria (27) - Costa de Marfil (29) | - Guinea (41) - Marruecos (43) - Túnez (47) - Malí (53) - Argelia (56) | - Burkina Faso (63) - Gabón (67) - Zambia (70) - Kenia (79) - Benín (81) | - Ruanda (87) - Togo (91) - Mozambique (100) - Sudán (106) - Malaui (109) |

## Resultados

### Grupo A
| Pos. | Equipo        | Pts. | PJ | G | E | P | GF | GC | Dif. | Clasificación |
| ---- | ------------- | ---- | -- | - | - | - | -- | -- | ---- | ------------- |
| 1    | Camerún       | 13   | 6  | 4 | 1 | 1 | 9  | 2  | +7   | Mundial y CAN |
| 2    | Gabón (A)     | 9    | 6  | 3 | 0 | 3 | 9  | 7  | +2   | CAN           |
| 3    | Togo (A)      | 8    | 6  | 2 | 2 | 2 | 3  | 7  | −4   | CAN           |
| 4    | Marruecos (E) | 3    | 6  | 0 | 3 | 3 | 3  | 8  | −5   |               |

 Fuente: 
| 28 de marzo de 2009 | Togo         | 1–0     | Camerún | Ohene Djan Stadium, Acra, Ghana                         |                                                         |
| | Adebayor 11' | Reporte |         | Asistencia: 26 450 espectadores Árbitro(s): Abdel-Fatah | Asistencia: 26 450 espectadores Árbitro(s): Abdel-Fatah |
| Togo fue castigado con no jugar sus partidos de local en su país debido a los actos de violencia cometidos en la ronda de clasificación para la copa Africana de Naciones 2008 ante Malí. |              |         |         |                                                         |                                                         |

| 28 de marzo de 2009 | Marruecos       | 1–2     | Gabón                        | Stade Mohammed V, Casablanca, Marruecos            |                                                    |
|                     | El Hamdaoui 83' | Reporte | P. Aubameyang 34' · Méyé 45' | Asistencia: 38 000 espectadores Árbitro(s): Diatta | Asistencia: 38 000 espectadores Árbitro(s): Diatta |

| 6 de junio de 2009 | Gabón                            | 3 – 0 Acreditado | Togo | Stade Omar Bongo, Libreville, Gabón                |                                                    |
| | Ecuele 11' · Méyé 67' · Brou 81' | Reporte          |      | Asistencia: 20 000 espectadores Árbitro(s): Lwanja | Asistencia: 20 000 espectadores Árbitro(s): Lwanja |
| FIFA acreditó la victoria a Gabón por marcador de 3 – 0 luego de que Togo alineara a un jugador inelegible Abdoul-Gafar Mamah que jugó el partido para Togo a pesar de estar suspendido. El partido originalmente finalizó con el mismo marcador. |                                  |                  |      |                                                    |                                                    |

| 7 de junio de 2009 | Camerún | 0–0     | Marruecos | Stade Omnisports Ahmadou Ahidjo, Yaundé, Camerún     |                                                      |
|                    |         | Reporte |           | Asistencia: 35 000 espectadores Árbitro(s): Seechurn | Asistencia: 35 000 espectadores Árbitro(s): Seechurn |

| 20 de junio de 2009 | Marruecos | 0–0     | Togo | Stade Moulay Abdellah, Rabat, Marruecos           |                                                   |
|                     |           | Reporte |      | Asistencia: 22 000 espectadores Árbitro(s): Kaoma | Asistencia: 22 000 espectadores Árbitro(s): Kaoma |

| 5 de septiembre de 2009 | Gabón | 0–2     | Camerún               | Stade Omar Bongo, Libreville, Gabón                |                                                    |
| |       | Reporte | Emaná 65' · Eto'o 67' | Asistencia: 10 000 espectadores Árbitro(s): Ndinya | Asistencia: 10 000 espectadores Árbitro(s): Ndinya |
| El partido originalmente se iba a jugar el 20 de junio, pero fue pospuesto a petición de Gabón por la muerte del presidente Omar Bongo. El partido fue reprogramado. |       |         |                       |                                                    |                                                    |

| 6 de septiembre de 2009 | Togo       | 1–1     | Marruecos     | Stade de Kégué, Lomé, Togo                           |                                                      |
|                         | Salifou 3' | Reporte | Taarabt 90+2' | Asistencia: 24 651 espectadores Árbitro(s): Ssegonga | Asistencia: 24 651 espectadores Árbitro(s): Ssegonga |

| 9 de septiembre de 2009 | Camerún                | 2–1     | Gabón      | Stade Omnisports Ahmadou Ahidjo, Yaundé, Camerún      |                                                       |
|                         | Makoun 25' · Eto'o 64' | Reporte | Cousin 90' | Asistencia: 38 000 espectadores Árbitro(s): Bennaceur | Asistencia: 38 000 espectadores Árbitro(s): Bennaceur |

| 10 de octubre de 2009 | Camerún                             | 3–0     | Togo | Stade Omnisports Ahmadou Ahidjo, Yaundé, Camerún  |                                                   |
|                       | Geremi 29' · Makoun 46' · Emaná 54' | Reporte |      | Asistencia: 37 400 espectadores Árbitro(s): Kaoma | Asistencia: 37 400 espectadores Árbitro(s): Kaoma |

| 10 de octubre de 2009 | Gabón                                             | 3–1     | Marruecos   | Stade Omar Bongo, Libreville, Gabón              |                                                  |
|                       | Mahdoufi 43' (a.g.) · Mouloungui 65' · Cousin 70' | Reporte | Taarabt 88' | Asistencia: 14 000 espectadores Árbitro(s): Doue | Asistencia: 14 000 espectadores Árbitro(s): Doue |

| 14 de noviembre de 2009 | Marruecos | 0–2     | Camerún              | Fez Stadium, Fes, Marruecos     |                                 |
|                         |           | Reporte | Webó 19' · Eto'o 52' | Asistencia: 17 000 espectadores | Asistencia: 17 000 espectadores |

| 14 de noviembre de 2009 | Togo      | 1–0     | Gabón | Stade de Kégué, Lomé, Togo                           |                                                      |
|                         | Ayité 71' | Reporte |       | Asistencia: 10 000 espectadores Árbitro(s): Seechurn | Asistencia: 10 000 espectadores Árbitro(s): Seechurn |

### Grupo B
| Pos. | Equipo         | Pts. | PJ | G | E | P | GF | GC | Dif. | Clasificación |
| ---- | -------------- | ---- | -- | - | - | - | -- | -- | ---- | ------------- |
| 1    | Nigeria        | 12   | 6  | 3 | 3 | 0 | 9  | 4  | +5   | Mundial y CAN |
| 2    | Túnez (A)      | 11   | 6  | 3 | 2 | 1 | 7  | 4  | +3   | CAN           |
| 3    | Mozambique (A) | 7    | 6  | 2 | 1 | 3 | 3  | 5  | −2   | CAN           |
| 4    | Kenia (E)      | 3    | 6  | 1 | 0 | 5 | 5  | 11 | −6   |               |

 Fuente: 
| 28 de marzo de 2009 | Kenia      | 1–2     | Túnez                | Nyayo National Stadium, Nairobi, Kenia            |                                                   |
|                     | Oliech 70' | Reporte | Jemal 6' · Jemâa 79' | Asistencia: 27 000 espectadores Árbitro(s): Evehe | Asistencia: 27 000 espectadores Árbitro(s): Evehe |

| 29 de marzo de 2009 | Mozambique | 0–0     | Nigeria | Estádio da Machava, Maputo, Mozambique           |                                                  |
|                     |            | Reporte |         | Asistencia: 35 000 espectadores Árbitro(s): Eyob | Asistencia: 35 000 espectadores Árbitro(s): Eyob |

| 6 de junio de 2009 | Túnez                                | 2–0     | Mozambique | Stade 7 November, Radès, Túnez                      |                                                     |
|                    | Ben Yahia 21' (pen.) · Darragi 90+1' | Reporte |            | Asistencia: 30 000 espectadores Árbitro(s): Djaoupe | Asistencia: 30 000 espectadores Árbitro(s): Djaoupe |

| 7 de junio de 2009 | Nigeria                            | 3–0     | Kenia | Abuja Stadium, Abuya, Nigeria                         |                                                       |
|                    | I. Uche 2' · Obinna 72' (pen.) 77' | Reporte |       | Asistencia: 60 000 espectadores Árbitro(s): El Achiri | Asistencia: 60 000 espectadores Árbitro(s): El Achiri |

| 20 de junio de 2009 | Kenia                           | 2–1     | Mozambique    | Kasarani Sports Complex, Nairobi, Kenia           |                                                   |
|                     | J. Owino 8' · Mariga 72' (pen.) | Reporte | Domingues 49' | Asistencia: 15 000 espectadores Árbitro(s): Keita | Asistencia: 15 000 espectadores Árbitro(s): Keita |

| 20 de junio de 2009 | Túnez | 0–0     | Nigeria | Stade 7 November, Radès, Túnez                        |                                                       |
|                     |       | Reporte |         | Asistencia: 45 000 espectadores Árbitro(s): Coulibaly | Asistencia: 45 000 espectadores Árbitro(s): Coulibaly |

| 6 de septiembre de 2009 | Mozambique    | 1–0     | Kenia | Estádio da Machava, Maputo, Mozambique                |                                                       |
|                         | Tico-Tico 66' | Reporte |       | Asistencia: 35 000 espectadores Árbitro(s): Coulibaly | Asistencia: 35 000 espectadores Árbitro(s): Coulibaly |

| 6 de septiembre de 2009 | Nigeria                      | 2–2     | Túnez                    | Abuja Stadium, Abuya, Nigeria                       |                                                     |
|                         | Odemwingie 23' · Eneramo 80' | Reporte | Taïder 24' · Darragi 89' | Asistencia: 52 000 espectadores Árbitro(s): Bennett | Asistencia: 52 000 espectadores Árbitro(s): Bennett |

| 11 de octubre de 2009 | Nigeria      | 1–0     | Mozambique | Abuja Stadium, Abuya, Nigeria                            |                                                          |
|                       | Obinna 90+3' | Reporte |            | Asistencia: 13 000 espectadores Árbitro(s): Abdel Rahman | Asistencia: 13 000 espectadores Árbitro(s): Abdel Rahman |

| 11 de octubre de 2009 | Túnez    | 1–0     | Kenia | Stade 7 November, Radès, Túnez                     |                                                    |
|                       | Jemâa 1' | Reporte |       | Asistencia: 50 000 espectadores Árbitro(s): Diatta | Asistencia: 50 000 espectadores Árbitro(s): Diatta |

| 14 de noviembre de 2009 | Kenia                  | 2–3     | Nigeria                      | Nyayo National Stadium, Nairobi, Kenia              |                                                     |
|                         | Oliech 15' · Wanga 77' | Reporte | Martins 60' 81' · Yakubu 64' | Asistencia: 20 000 espectadores Árbitro(s): Maillet | Asistencia: 20 000 espectadores Árbitro(s): Maillet |

### Grupo C
| Pos. | Equipo     | Pts. | PJ | G | E | P | GF | GC | Dif. | Clasificación |
| ---- | ---------- | ---- | -- | - | - | - | -- | -- | ---- | ------------- |
| 1    | Argelia    | 13   | 6  | 4 | 1 | 1 | 9  | 4  | +5   | Mundial y CAN |
| 2    | Egipto (A) | 13   | 6  | 4 | 1 | 1 | 9  | 4  | +5   | CAN           |
| 3    | Zambia (A) | 5    | 6  | 1 | 2 | 3 | 2  | 5  | −3   | CAN           |
| 4    | Ruanda (E) | 2    | 6  | 0 | 2 | 4 | 1  | 8  | −7   |               |

 Fuente: 
Notas:
1. 1 2  Argelia y Egipto terminaron empatados en todo. Argelia ganó el partido de desempate 1–0 para clasificar al mundial.

| 28 de marzo de 2009 | Ruanda | 0–0     | Argelia | Stade Amahoro, Kigali, Ruanda                      |                                                    |
|                     |        | Reporte |         | Asistencia: 22 000 espectadores Árbitro(s): Codjia | Asistencia: 22 000 espectadores Árbitro(s): Codjia |

| 29 de marzo de 2009 | Egipto   | 1–1     | Zambia      | Cairo International Stadium, El Cairo, Egipto         |                                                       |
|                     | Zaki 27' | Reporte | Kasonde 56' | Asistencia: 70 000 espectadores Árbitro(s): Coulibaly | Asistencia: 70 000 espectadores Árbitro(s): Coulibaly |

| 6 de junio de 2009 | Zambia     | 1–0     | Ruanda | Konkola Stadium, Chililabombwe, Zambia           |                                                  |
|                    | Kalaba 78' | Reporte |        | Asistencia: 28 000 espectadores Árbitro(s): Seck | Asistencia: 28 000 espectadores Árbitro(s): Seck |

| 7 de junio de 2009 | Argelia                                  | 3–1     | Egipto        | Stade Mustapha Tchaker, Blida, Argelia              |                                                     |
|                    | Matmour 60' · Ghezzal 64' · Djebbour 77' | Reporte | Aboutrika 86' | Asistencia: 26 500 espectadores Árbitro(s): Bennett | Asistencia: 26 500 espectadores Árbitro(s): Bennett |

| 20 de junio de 2009 | Zambia | 0–2     | Argelia                   | Konkola Stadium, Chililabombwe, Zambia          |                                                 |
|                     |        | Reporte | Bougherra 21' · Saïfi 66' | Asistencia: 9000 espectadores Árbitro(s): Evehe | Asistencia: 9000 espectadores Árbitro(s): Evehe |

| 5 de julio de 2009 | Egipto                               | 3–0     | Ruanda | Cairo Military Academy Stadium, El Cairo, Egipto   |                                                    |
| | Aboutrika 64' 90' · Hosny 74' (pen.) | Reporte |        | Asistencia: 18 000 espectadores Árbitro(s): Imiere | Asistencia: 18 000 espectadores Árbitro(s): Imiere |
| El partido originalmente se iba a jugar el 20 de junio, pero fue movido por la participación de Egipto en la Copa FIFA Confederaciones 2009. |                                      |         |        |                                                    |                                                    |

| 5 de septiembre de 2009 | Ruanda | 0–1     | Egipto     | Stade Amahoro, Kigali, Ruanda                       |                                                     |
|                         |        | Reporte | Hassan 67' | Asistencia: 20 000 espectadores Árbitro(s): Lamptey | Asistencia: 20 000 espectadores Árbitro(s): Lamptey |

| 6 de septiembre de 2009 | Argelia   | 1–0     | Zambia | Stade Mustapha Tchaker, Blida, Argelia               |                                                      |
|                         | Saïfi 59' | Reporte |        | Asistencia: 30 000 espectadores Árbitro(s): Seechurn | Asistencia: 30 000 espectadores Árbitro(s): Seechurn |

| 10 de octubre de 2009 | Zambia | 0–1     | Egipto    | Konkola Stadium, Chililabombwe, Zambia              |                                                     |
|                       |        | Reporte | Hosny 69' | Asistencia: 10 000 espectadores Árbitro(s): Djaoupe | Asistencia: 10 000 espectadores Árbitro(s): Djaoupe |

| 11 de octubre de 2009 | Argelia                                          | 3–1     | Ruanda     | Stade Mustapha Tchaker, Blida, Argelia            |                                                   |
|                       | Ghezzal 22' · Belhadj 45+2' · Ziani 90+5' (pen.) | Reporte | Mutesa 19' | Asistencia: 22 000 espectadores Árbitro(s): Keita | Asistencia: 22 000 espectadores Árbitro(s): Keita |

| 14 de noviembre de 2009 | Ruanda | 0–0     | Zambia | Stade Amahoro, Kigali, Ruanda                      |                                                    |
|                         |        | Reporte |        | Asistencia: 18 000 espectadores Árbitro(s): Ambaya | Asistencia: 18 000 espectadores Árbitro(s): Ambaya |

| 14 de noviembre de 2009 | Egipto                 | 2–0     | Argelia | Cairo International Stadium, El Cairo, Egipto     |                                                   |
|                         | Zaki 3' · Moteab 90+5' | Reporte |         | Asistencia: 75 000 espectadores Árbitro(s): Damon | Asistencia: 75 000 espectadores Árbitro(s): Damon |

#### Partido de Desempate
| 18 de noviembre de 2009 | Egipto | 0–1     | Argelia   | Al-Merrikh Stadium, Omdurman, Sudán                 |                                                     |
|                         |        | Reporte | Yahia 40' | Asistencia: 40 000 espectadores Árbitro(s): Maillet | Asistencia: 40 000 espectadores Árbitro(s): Maillet |

### Grupo D
| Pos. | Equipo    | Pts. | PJ | G | E | P | GF | GC | Dif. | Clasificación |
| ---- | --------- | ---- | -- | - | - | - | -- | -- | ---- | ------------- |
| 1    | Ghana     | 13   | 6  | 4 | 1 | 1 | 9  | 3  | +6   | Mundial y CAN |
| 2    | Benín (A) | 10   | 6  | 3 | 1 | 2 | 6  | 6  | 0    | CAN           |
| 3    | Malí (A)  | 9    | 6  | 2 | 3 | 1 | 8  | 7  | +1   | CAN           |
| 4    | Sudán (E) | 1    | 6  | 0 | 1 | 5 | 2  | 9  | −7   |               |

 Fuente: 
| 28 de marzo de 2009 | Sudán        | 1–1     | Malí        | Al-Merrikh Stadium, Omdurman, Sudán                 |                                                     |
|                     | Mudathir 23' | Reporte | Kanouté 19' | Asistencia: 35 000 espectadores Árbitro(s): Maillet | Asistencia: 35 000 espectadores Árbitro(s): Maillet |

| 29 de marzo de 2009 | Ghana    | 1–0     | Benín | Baba Yara Stadium, Kumasi, Ghana                    |                                                     |
|                     | Tagoe 1' | Reporte |       | Asistencia: 39 000 espectadores Árbitro(s): Bennett | Asistencia: 39 000 espectadores Árbitro(s): Bennett |

| 7 de junio de 2009 | Benín          | 1–0     | Sudán | Stade de l'Amitié, Cotonú, Benín                    |                                                     |
|                    | Omotoyossi 22' | Reporte |       | Asistencia: 26 000 espectadores Árbitro(s): Marange | Asistencia: 26 000 espectadores Árbitro(s): Marange |

| 7 de junio de 2009 | Malí | 0–2     | Ghana                   | Stade 26 mars, Bamako, Malí                       |                                                   |
|                    |      | Reporte | Asamoah 67' · Amoah 79' | Asistencia: 40 000 espectadores Árbitro(s): Evehe | Asistencia: 40 000 espectadores Árbitro(s): Evehe |

| 20 de junio de 2009 | Sudán | 0–2     | Ghana         | Al-Merrikh Stadium, Omdurman, Sudán                |                                                    |
|                     |       | Reporte | Amoah 6', 52' | Asistencia: 30 000 espectadores Árbitro(s): Ambaya | Asistencia: 30 000 espectadores Árbitro(s): Ambaya |

| 21 de junio de 2009 | Malí                                 | 3–1     | Benín           | Stade 26 mars, Bamako, Malí                             |                                                         |
|                     | Maïga 29' · Diallo 76' · Kanouté 84' | Reporte | S. Tchomogo 15' | Asistencia: 40 000 espectadores Árbitro(s): Abdel-Fatah | Asistencia: 40 000 espectadores Árbitro(s): Abdel-Fatah |

| 6 de septiembre de 2009 | Benín      | 1–1     | Malí        | Stade de l'Amitié, Cotonú, Benín                  |                                                   |
|                         | Aoudou 87' | Reporte | Samassa 72' | Asistencia: 33 000 espectadores Árbitro(s): Damon | Asistencia: 33 000 espectadores Árbitro(s): Damon |

| 6 de septiembre de 2009 | Ghana                    | 2–0     | Sudán | Ohene Djan Stadium, Acra, Ghana                         |                                                         |
|                         | Muntari 14' · Essien 53' | Reporte |       | Asistencia: 38 000 espectadores Árbitro(s): Abdel-Fatah | Asistencia: 38 000 espectadores Árbitro(s): Abdel-Fatah |

| 11 de octubre de 2009 | Benín      | 1–0     | Ghana | Stade de l'Amitié, Cotonú, Benín                   |                                                    |
|                       | Aoudou 89' | Reporte |       | Asistencia: 20 000 espectadores Árbitro(s): Lwanja | Asistencia: 20 000 espectadores Árbitro(s): Lwanja |

| 11 de octubre de 2009 | Malí        | 1–0     | Sudán | Stade 26 mars, Bamako, Malí                         |                                                     |
|                       | Kanouté 89' | Reporte |       | Asistencia: 15 000 espectadores Árbitro(s): Benouza | Asistencia: 15 000 espectadores Árbitro(s): Benouza |

| 14 de noviembre de 2009 | Sudán                | 1–2     | Benín                              | Al-Merrikh Stadium, Omdurman, Sudán             |                                                 |
|                         | Korongo 45+1' (pen.) | Reporte | Omotoyossi 34' (pen.) · Koukou 62' | Asistencia: 600 espectadores Árbitro(s): Jedidi | Asistencia: 600 espectadores Árbitro(s): Jedidi |

| 15 de noviembre de 2009 | Ghana                 | 2–2     | Malí                  | Baba Yara Stadium, Kumasi, Ghana                   |                                                    |
|                         | Amoah 65' · Annan 83' | Reporte | Fané 23' · Ndiaye 68' | Asistencia: 39 000 espectadores Árbitro(s): Diatta | Asistencia: 39 000 espectadores Árbitro(s): Diatta |

### Grupo E
| Pos. | Equipo           | Pts. | PJ | G | E | P | GF | GC | Dif. | Clasificación |
| ---- | ---------------- | ---- | -- | - | - | - | -- | -- | ---- | ------------- |
| 1    | Costa de Marfil  | 16   | 6  | 5 | 1 | 0 | 19 | 4  | +15  | Mundial y CAN |
| 2    | Burkina Faso (A) | 12   | 6  | 4 | 0 | 2 | 10 | 11 | −1   | CAN           |
| 3    | Malaui (A)       | 4    | 6  | 1 | 1 | 4 | 4  | 11 | −7   | CAN           |
| 4    | Guinea (E)       | 3    | 6  | 1 | 0 | 5 | 7  | 14 | −7   |               |

 Fuente: 
| 28 de marzo de 2009 | Burkina Faso                                  | 4–2     | Guinea                             | Stade du 4 Août, Uagadugú, Burkina Faso             |                                                     |
|                     | Kéré 23' · Traoré 30' · Dagano 55' (pen.) 71' | Reporte | Feindouno 65' (pen.) · Zayatte 86' | Asistencia: 30 000 espectadores Árbitro(s): Benouza | Asistencia: 30 000 espectadores Árbitro(s): Benouza |

| 29 de marzo de 2009                                                                               | Costa de Marfil                                             | 5–0     | Malaui | Stade Félix Houphouët-Boigny, Abiyán, Costa de Marfil |                                                      |
|                                                                                                   | Romaric 1' · Drogba 6' (pen.) 27' · Kalou 59' · B. Koné 70' | Reporte |        | Asistencia: 34 000 espectadores Árbitro(s): Haimoudi  | Asistencia: 34 000 espectadores Árbitro(s): Haimoudi |
| 19 personas murieron en una estampida humana dentro del estadio antes de que iniciara el partido. |                                                             |         |        |                                                       |                                                      |

| 6 de junio de 2009 | Malaui | 0–1     | Burkina Faso | Kamuzu Stadium, Blantyre, Malaui                      |                                                       |
|                    |        | Reporte | Dagano 68'   | Asistencia: 25 000 espectadores Árbitro(s): Bennaceur | Asistencia: 25 000 espectadores Árbitro(s): Bennaceur |

| 7 de junio de 2009 | Guinea          | 1–2     | Costa de Marfil           | Stade 28 Septembre, Conakri, Guinea                     |                                                         |
|                    | S. Bangoura 65' | Reporte | B. Koné 44' · Romaric 72' | Asistencia: 14 000 espectadores Árbitro(s): Abdel-Fatah | Asistencia: 14 000 espectadores Árbitro(s): Abdel-Fatah |

| 20 de junio de 2009 | Burkina Faso             | 2–3     | Costa de Marfil                             | Stade du 4 Août, Uagadugú, Burkina Faso           |                                                   |
|                     | Pitroipa 27' · Bancé 78' | Reporte | Y. Touré 14' · Tall 54' (a.g.) · Drogba 70' | Asistencia: 33 056 espectadores Árbitro(s): Damon | Asistencia: 33 056 espectadores Árbitro(s): Damon |

| 21 de junio de 2009 | Guinea            | 2–1     | Malaui      | Stade 28 Septembre, Conakri, Guinea                      |                                                          |
|                     | Feindouno 25' 43' | Reporte | Msowoya 88' | Asistencia: 14 000 espectadores Árbitro(s): Abdel Rahman | Asistencia: 14 000 espectadores Árbitro(s): Abdel Rahman |

| 5 de septiembre de 2009 | Malaui          | 2–1     | Guinea       | Kamuzu Stadium, Blantyre, Malaui                   |                                                    |
|                         | Msowoya 46' 59' | Reporte | Kalabane 38' | Asistencia: 15 000 espectadores Árbitro(s): Codjia | Asistencia: 15 000 espectadores Árbitro(s): Codjia |

| 5 de septiembre de 2009 | Costa de Marfil                                                       | 5–0     | Burkina Faso | Stade Félix Houphouët-Boigny, Abiyán, Costa de Marfil |                                                     |
|                         | Panandétiguiri 12' (a.g.) · Drogba 48' 65' · Y. Touré 55' · Keïta 68' | Reporte |              | Asistencia: 38 209 espectadores Árbitro(s): Maillet   | Asistencia: 38 209 espectadores Árbitro(s): Maillet |

| 10 de octubre de 2009 | Malaui     | 1–1     | Costa de Marfil | Kamuzu Stadium, Blantyre, Malaui                      |                                                       |
|                       | Ngwira 64' | Reporte | Drogba 67'      | Asistencia: 25 000 espectadores Árbitro(s): El Achiri | Asistencia: 25 000 espectadores Árbitro(s): El Achiri |

| 11 de octubre de 2009                                                                                      | Guinea  | 1–2     | Burkina Faso                   | Ohene Djan Stadium, Acra, Ghana                  |                                                  |
| | Bah 82' | Reporte | Dagano 37' (pen.) · Bamogo 59' | Asistencia: 5000 espectadores Árbitro(s): Ambaya | Asistencia: 5000 espectadores Árbitro(s): Ambaya |
| Por razones de seguridad a causa de la Protesta en Guinea en 2009,el partido fue trasladado a Acra, Ghana. |         |         |                                |                                                  |                                                  |

| 14 de noviembre de 2009 | Burkina Faso | 1–0     | Malaui | Stade du 4 Août, Uagadugú, Burkina Faso                 |                                                         |
|                         | Dagano 47'   | Reporte |        | Asistencia: 20 000 espectadores Árbitro(s): Abdel-Fatah | Asistencia: 20 000 espectadores Árbitro(s): Abdel-Fatah |

| 14 de noviembre de 2009 | Costa de Marfil              | 3–0     | Guinea | Stade Félix Houphouët-Boigny, Abiyán, Costa de Marfil |                                                     |
|                         | Gervinho 16' 31' · Tiéné 67' | Reporte |        | Asistencia: 28 000 espectadores Árbitro(s): Marange   | Asistencia: 28 000 espectadores Árbitro(s): Marange |